# Tercera circumscripció d'Osaka
La circumscripció 3a d'Osaka (大阪府第3区, Ōsaka-fu Dai 3 ku) és una circumscripció electoral japonesa, una de les 19 pertanyents a la prefectura d'Osaka. La circumscripció es creà l'any 1994 i va funcionar per primera vegada a les eleccions generals japoneses de 1996. La circumscripció comprèn part de la ciutat i municipi d'Osaka i, en concret, els seus districtes de Taishō, Suminoe, Sumiyoshi i Nishinari.

## Composició
| Representant      | Partit | Partit | Termini   |
| ----------------- | ------ | ------ | --------- |
| Masahiro Tabata   |        | PNP    | 1996-2000 |
| Masahiro Tabata   |        | KMT    | 2000-2009 |
| Masazumi Nakajima |        | PD     | 2009-2012 |
| Shigeki Satō      |        | KMT    | 2012-     |